# Championnat d'Europe masculin de volley-ball 2001
Navigation
Autriche 1999 Allemagne 2003
Le 22e championnat d'Europe masculin de volley-ball a eu lieu du 8 au 16 septembre 2001 à Ostrava (République tchèque).

## Équipes présentes
| Pays                                                                        | Qualification   | Apparitions précédentes dans la compétition | Apparitions précédentes dans la compétition                                                                            | Meilleur résultat  |
| --------------------------------------------------------------------------- | --------------- | ------------------------------------------- | --- | ------------------ |
| Tchéquie                                                                    | Pays hôte       | 19                                          | 1948, 1950, 1955, 1958, 1963, 1967, 1971, 1975, 1977, 1979, 1981, 1983, 1985, 1987, 1991, 1993, 1995, 1997, 1999       | Champion (3 fois)  |
| Italie                                                                      | Tenant du titre | 20                                          | 1948, 1951, 1955, 1958, 1963, 1967, 1971, 1975, 1977, 1979, 1981, 1983, 1985, 1987, 1989, 1991, 1993, 1995, 1997, 1999 | Champion (4 fois)  |
| Russie                                                                      | 2e en 1999      | 20                                          | 1950, 1951, 1955, 1958, 1963, 1967, 1971, 1975, 1977, 1979, 1981, 1983, 1985, 1987, 1989, 1991, 1993, 1995, 1997, 1999 | Champion (12 fois) |
| RF de Yougoslavie                                                           | 3e en 1999      | 17                                          | 1951, 1955, 1958, 1963, 1967, 1971, 1975, 1977, 1979, 1981, 1985, 1987, 1989, 1991, 1995, 1997, 1999                   | 2e en 1997         |
| Pays-Bas                                                                    | 5e en 1999      | 17                                          | 1948, 1951, 1958, 1963, 1967, 1971, 1975, 1977, 1983, 1985, 1987, 1989, 1991, 1993, 1995, 1997, 1999                   | Champion en 1997   |
| France                                                                      | 6e en 1999      | 19                                          | 1948, 1951, 1955, 1958, 1963, 1967, 1971, 1975, 1977, 1979, 1981, 1983, 1985, 1987, 1989, 1991, 1993, 1997, 1999       | 2e en 1948 et 1987 |
| Pologne                                                                     | 1er du groupe A | 16                                          | 1950, 1955, 1958, 1963, 1967, 1971, 1975, 1977, 1979, 1981, 1983, 1985, 1989, 1991, 1993, 1995                         | 2e (5 fois)        |
| Slovaquie                                                                   | 1er du groupe B | 01                                          | 1997 | 8e en 1997         |
| Hongrie                                                                     | 1er du groupe C | 11                                          | 1950, 1955, 1958, 1963, 1967, 1971, 1975, 1977, 1979, 1983, 1991                                                       | 2e en 1963         |
| Slovénie                                                                    | 1er du groupe D | 0                                           | Première participation                                                                                                 | -                  |
| Bulgarie                                                                    | Meilleur 2e     | 20                                          | 1950, 1951, 1955, 1958, 1963, 1967, 1971, 1975, 1977, 1979, 1981, 1983, 1985, 1987, 1989, 1991, 1993, 1995, 1997, 1999 | 2e en 1951         |
| Allemagne                                                                   | 2e meilleur 2e  | 11                                          | 1958, 1963, 1967, 1971, 1977, 1981, 1989, 1991, 1993, 1995, 1997                                                       | 4e en 1991 et 1993 |
| ► Légende : en gras, le champion de l'année, en italique l'hôte de l'année. |                 |                                             | |                    |

## Déroulement de la compétition

### Poule A
| Équipe             | MJ | V | D | SP | SC | PP  | PC  | Pts | RS    | RP    |
| ------------------ | -- | - | - | -- | -- | --- | --- | --- | ----- | ----- |
| République tchèque | 5  | 4 | 1 | 13 | 5  | 418 | 367 | 9   | 2,600 | 1,139 |
| Russie             | 5  | 4 | 1 | 12 | 6  | 427 | 362 | 9   | 2,000 | 1,180 |
| Pays-Bas           | 5  | 3 | 2 | 12 | 7  | 441 | 401 | 8   | 1,714 | 1,100 |
| Bulgarie           | 5  | 3 | 2 | 11 | 9  | 431 | 435 | 8   | 1,222 | 0,991 |
| Slovaquie          | 5  | 1 | 4 | 5  | 14 | 393 | 452 | 6   | 0,357 | 0,869 |
| Slovénie           | 5  | 0 | 5 | 3  | 15 | 339 | 428 | 5   | 0,200 | 0,792 |

- 8 septembre

|           |     |                    |                         |  |
| Slovaquie | 0-3 | Pays-Bas           | 20-25 21-25 29-31       |  |
| Slovénie  | 1-3 | République tchèque | 15-25 25-21 17-25 12-25 |  |
| Russie    | 3-1 | Bulgarie           | 25-13 25-13 20-25 25-18 |  |

- 9 septembre

|           |     |                    |                         |  |
| Pays-Bas  | 3-1 | République tchèque | 25-15 25-17 19-25 25-20 |  |
| Slovaquie | 1-3 | Russie             | 25-20 19-25 20-25 17-25 |  |
| Bulgarie  | 3-0 | Slovénie           | 25-21 25-15 25-20       |  |

- 10 septembre

|                    |     |           |                               |  |
| Russie             | 3-1 | Pays-Bas  | 24-26 25-22 25-20 25-17       |  |
| République tchèque | 3-1 | Bulgarie  | 25-22 25-20 20-25 25-20       |  |
| Slovénie           | 2-3 | Slovaquie | 25-20 21-25 22-25 25-22 13-15 |  |

- 12 septembre

|           |     |                    |                               |  |
| Pays-Bas  | 2-3 | Bulgarie           | 22-25 25-23 25-17 23-25 13-15 |  |
| Slovaquie | 0-3 | République tchèque | 19-25 23-25 12-25             |  |
| Russie    | 3-0 | Slovénie           | 25-17 25-14 25-21             |  |

- 13 septembre

|                    |     |           |                         |  |
| Bulgarie           | 3-1 | Slovaquie | 20-25 25-15 25-21 25-20 |  |
| République tchèque | 3-0 | Russie    | 25-19 25-21 25-23       |  |
| Slovénie           | 0-3 | Pays-Bas  | 20-25 16-25 20-25       |  |

### Poule B
| Équipe         | MJ | V | D | SP | SC | PP  | PC  | Pts | RS    | RP    |
| -------------- | -- | - | - | -- | -- | --- | --- | --- | ----- | ----- |
| RF Yougoslavie | 5  | 4 | 1 | 14 | 6  | 473 | 412 | 9   | 2,333 | 1,148 |
| Italie         | 5  | 3 | 2 | 11 | 7  | 436 | 383 | 8   | 1,571 | 1,138 |
| France         | 5  | 3 | 2 | 13 | 9  | 492 | 481 | 8   | 1,444 | 1,023 |
| Pologne        | 5  | 3 | 2 | 9  | 10 | 437 | 434 | 8   | 0,900 | 1,007 |
| Hongrie        | 5  | 1 | 4 | 5  | 12 | 361 | 418 | 6   | 0,417 | 0,864 |
| Allemagne      | 5  | 1 | 4 | 6  | 14 | 407 | 478 | 6   | 0,429 | 0,851 |

- 8 septembre

|           |     |                |                               |  |
| France    | 2-3 | RF Yougoslavie | 18-25 21-25 27-25 25-23 13-15 |  |
| Hongrie   | 0-3 | Italie         | 23-25 14-25 13-25             |  |
| Allemagne | 1-3 | Pologne        | 25-21 29-31 15-25 14-25       |  |

- 9 septembre

|                |     |           |                         |  |
| France         | 3-0 | Hongrie   | 27-25 25-18 25-21       |  |
| Italie         | 3-1 | Allemagne | 25-14 25-16 23-25 25-16 |  |
| RF Yougoslavie | 3-0 | Pologne   | 25-19 25-14 25-22       |  |

- 10 septembre

|           |     |                |                         |  |
| Allemagne | 1-3 | France         | 20-25 25-20 16-25 24-26 |  |
| Hongrie   | 1-3 | RF Yougoslavie | 29-27 18-25 17-25 19-25 |  |
| Pologne   | 0-3 | Italie         | 21-25 32-34 21-25       |  |

- 12 septembre

|                |     |           |                               |  |
| Hongrie        | 3-0 | Allemagne | 26-24 25-21 25-22             |  |
| RF Yougoslavie | 3-0 | Italie    | 25-21 25-23 27-25             |  |
| France         | 2-3 | Pologne   | 25-23 17-25 25-19 25-27 12-15 |  |

- 13 septembre

|           |     |                |                               |  |
| Allemagne | 3-2 | RF Yougoslavie | 19-25 25-21 17-25 25-23 15-12 |  |
| Pologne   | 3-1 | Hongrie        | 25-15 20-25 27-25 25-23       |  |
| Italie    | 2-3 | France         | 21-25 25-21 22-25 25-21 17-19 |  |

### Demi-finales
- 15 septembre

|                    |     |                |                         |  |
| Pays-Bas           | 1-3 | Pologne        | 21-25 25-21 21-25 25-27 |  |
| Bulgarie           | 3-1 | France         | 24-26 26-24 30-28 25-16 |  |
| République tchèque | 0-3 | Italie         | 22-25 27-29 9-25        |  |
| Russie             | 0-3 | RF Yougoslavie | 20-25 17-25 27-29       |  |

### Finales de classement
- 16 septembre - finale 7-8

|          |     |        |                         |  |
| Pays-Bas | 1-3 | France | 18-25 25-18 22-25 24-26 |  |

- 16 septembre - finale 5-6

|         |     |          |                               |  |
| Pologne | 3-2 | Bulgarie | 25-27 27-25 25-21 22-25 15-11 |  |

- 16 septembre - finale 3-4

|                    |     |        |                               |  |
| République tchèque | 2-3 | Russie | 25-19 15-25 25-21 22-25 12-15 |  |

- 16 septembre - finale

|        |     |                |                   |  |
| Italie | 0-3 | RF Yougoslavie | 21-25 18-25 20-25 |  |

## Classement final
| Place | Pays               |
| ----- | ------------------ |
| 1er   | RF Yougoslavie     |
| 2e    | Italie             |
| 3e    | Russie             |
| 4e    | République tchèque |
| 5e    | Pologne            |
| 6e    | Bulgarie           |
| 7e    | France             |
| 8e    | Pays-Bas           |
| 9e    | Allemagne          |
| 10e   | Hongrie            |
| 11e   | Slovaquie          |
| 12e   | Slovénie           |

## Récompenses individuelles
- MVP: Ivan Miljković
- Meilleur marqueur : Ivan Miljković
- Meilleur attaquant : Martin Lébl
- Meilleur contreur : Dominique Daquin
- Meilleur passeur : Nikola Grbić
- Meilleur réceptionneur : Hubert Henno
- Meilleur libero: Mirko Corsano
- Meilleur défenseur : Vasa Mijić